# قائمة المدن التوأمة في فلسطين
قائمة المدن التوأمة في فلسطين هو الاتفاق بين مدينتين على التعاون في مختلف المجالات والأمور التي تعني التجمعات السكنية المدنية. وهي اتفاقية تعاون بين مدينتين، يوقع عليها عادة صاحب أعلى سلطة في كلا المدينتين، ويقوم فريق من كلا المدينتين بإعداد بنود الاتفاقية. في الوطن العربي ترعى منظمة المدن العربية اتفاقات التوأمة.

## محافظة القدس
- فاس، المغرب منذ 1982
- وجدة، المغرب منذ 2018

## محافظة جنين
- بلدة الزبابدة

1. غراتس، النمسا [1]

## محافظة طولكرم
♦ مدينة طولكرم :
- – مدينة مكناس، المغرب [2]
- – مدينة مون بلييه، فرنسا [3]
- – مقاطعة فال دومارن، فرنسا [4]
- – مقاطعة سين سان دونيه، فرنسا [5]
- – مدينة سان دينس، فرنسا [6]
- – مدينة ميلانو، ايطاليا [7]
- – مدينة قونية، تركيا [8]

## محافظة نابلس
- مدينة نابلس

1. دبلن، ايرلندا
2. ليل، فرنسا منذ 1998
3. كومو، إيطاليا منذ 1998
4. فلورنسا، إيطاليا منذ حزيران 1962
5. توسكانا، إيطاليا
6. بوزنان، بولندا [9]
7. الرباط، المغرب
8. ستافانغر، النرويج
9. خاسافيورت، روسيا
10. دندي، اسكتلندا [10]

## محافظة سلفيت
- مدينة سلفيت

| أوروبا                                                      | آسيا                                       | أفريقيا                                     |
| ----------------------------------------------------------- | ------------------------------------------ | ------------------------------------------- |
| فرنسا - بلدية ريس أورنجيس \| ضواحي باريس الجنوبية.          | تركيا - بلدية تبة باشي \| ولاية أسكي شهير. | المغرب - الجماعة الحضرية \| مدينة القنيطرة. |
| إيطاليا - كروتوني \| مقاطعة كروتوني.                        | تركيا - بلدية تبة باشي \| ولاية أسكي شهير. | المغرب - الجماعة الحضرية \| مدينة القنيطرة. |
| المملكة المتحدة - توتنس\| مقاطعة ديفون في جنوب غرب إنجلترا. | تركيا - بلدية تبة باشي \| ولاية أسكي شهير. | المغرب - الجماعة الحضرية \| مدينة القنيطرة. |

## محافظة أريحا
- مدينة أريحا

1. ألساندريا، إيطاليا
2. بيزا، إيطاليا [11]
3. ياش، رومانيا منذ 2003
4. ايجر، هنغاريا [12]

## محافظة بيت لحم
- مدينة بيت لحم [13]

1. أبوظبي، الإمارات العربية المتحدة منذ أيار 1977
2. لشبونة، البرتغال منذ 2 تشرين ثاني 1995

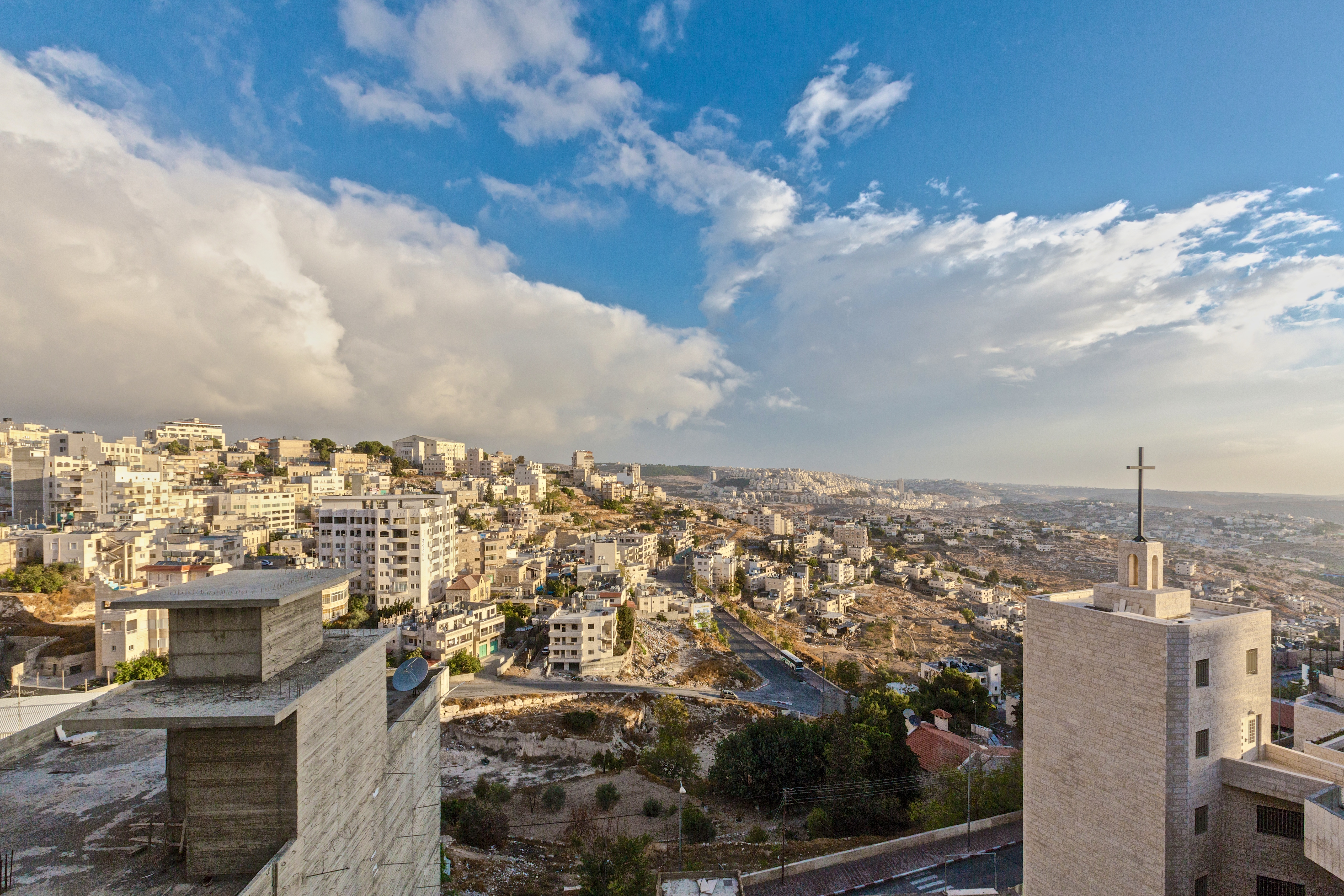
1. منظر عام لبيت لحم

1. مادبا، الأردن منذ 13 حزيران 1996
2. أثينا، اليونان منذ 10 أيار 1986
3. لاهاي، هولندا منذ 17 نيسان 2000
4. برلنغتون، الولايات المتحدة الأمريكية منذ 28 أيلول 1993
5. ساربسبورغ، النرويج منذ 16 أيار 1997
6. مونتيري، المكسيك منذ 27 أيلول 1997
7. فالينهوس، البرازيل
8. ناتال، البرازيل منذ 19 كانون أول 1999
9. كولونيا، ألمانيا منذ 12 آذار 1996
10. بريتوريا، جنوب أفريقيا منذ 14 نيسان 1999
11. أورلاندو، الولايات المتحدة الأمريكية منذ 7 أيار 2001
12. اشتاير، النمسا منذ 9 تشرين أول 1999
13. قوسقو، بيرو منذ 22 تشرين ثاني 1994
14. رباط، المغرب منذ 18 أيلول 1999
15. سانت بطرسبرغ، روسيا منذ 25 أيار 2003
16. قرطبة، إسبانيا منذ 24 تشرين ثاني 1988
17. غلاسكو، اسكتلندا منذ 22 تشرين أول 1992
18. يالفاش، تركيا منذ 26 نيسان 2000
19. تشيستوخوفا، بولندا منذ 7 كانون أول 2004
20. غرونوبل، فرنسا منذ 1996 [14]
21. شارتر، فرنسا منذ 10 أيلول 1994
22. باراي لي مونيال، فرنسا منذ 9 أيلول 2003
23. تورينو، إيطاليا [15]
24. أسيزي، إيطاليا 14 كانون أول 1989
25. غريتشيو، إيطاليا منذ 24 كانون أول 1992
26. فلورنسا، إيطاليا منذ 24 حزيران منذ 1962
27. أومبريا، إيطاليا منذ 10 تشرين أول 1997
28. سانت انستاسيا، إيطاليا منذ 6 أيلول 2003
29. فيرونا، إيطاليا منذ 22 أيار 1998
30. تشيفيتافيكيا، إيطاليا منذ 22 تشرين أول 1998
31. أورفييتو، إيطاليا منذ 18 شباط 1996
32. ميلان، إيطاليا منذ 7 أيار 2000
33. لاتسيو، إيطاليا منذ 18 حزيران 1996

## محافظة غزة
- مدينة غزة

1. دونكيرك، فرنسا منذ 2 نيسان 1996 [16]
2. تبريز، إيران
3. تورينو، إيطاليا [17]
4. ترومسو، النرويج
5. كاشكايش، البرتغال [18]
6. برشلونة، إسبانيا منذ 24 أيلول 1998 [19]

## محافظة خان يونس
- مدينة خان يونس

- هامار، النرويج
- باليرمو، إيطاليا

## محافظة رفح
- مدينة رفح

- بيسارو، إيطاليا